# Oswaldo Guillén
Oswaldo José Guillén Barrios, detto Ozzie (Ocumare del Tuy, 20 gennaio 1964), è un ex giocatore di baseball e allenatore di baseball venezuelano.
Nel 1980 partecipò al suo primo torneo mondiale giovanile, al termine del quale ottenne un contratto con i Tiburones de La Guaira, con i quali esordì (1981) nella massima serie venezuelana.
Nel 1985, firmò con i Chicago White Sox, con i quali giocò per 12 stagioni. Con loro, guadagnò il titolo di miglior esordiente dell'anno (1985) e fu selezionato tre volte per il Major League Baseball All-Star Game (1988, 1990 e 1991).
Il 12 aprile 1992 subì un infortunio grave, che lo costrinse a saltare il resto della stagione e che ridusse le sue capacità nella corsa.
Nel 1998, passò ai Baltimore Orioles, per poi trasferirsi in corso di stagione agli Atlanta Braves. Chiuse la sua carriera nel 2000 ai Tampa Bay Rays.
Nel 2004, fu assunto come allenatore dai White Sox, che portò alla vittoria delle World Series nel 2005 (anno in cui vinse anche il titolo di miglior allenatore dell'anno). Rimase alla guida della squadra fino al 2011.
Dal 2012 è il manager dei Miami Marlins.

## Statistiche

### Record come capo-allenatore
| Squadra                  | Anno                     | Stagione regolare | Stagione regolare | Stagione regolare | Stagione regolare | Stagione regolare   | Playoff | Playoff | Playoff                               |
| Squadra                  | Anno                     | Partite           | Vinte             | Perse             | Percentuale       | Posizione           | Vinte   | Perse   | Risultato                             |
| ------------------------ | ------------------------ | ----------------- | ----------------- | ----------------- | ----------------- | ------------------- | ------- | ------- | ------------------------------------- |
| Chicago White Sox        | 2004                     | 162               | 83                | 79                | 51.2              | 2º nella AL Central | -       | -       | -                                     |
| Chicago White Sox        | 2005                     | 162               | 99                | 63                | 61.1              | 1º nella AL Central | 11      | 1       | Vince le World Series                 |
| Chicago White Sox        | 2006                     | 162               | 90                | 72                | 55.6              | 3º nella AL Central | -       | -       | -                                     |
| Chicago White Sox        | 2007                     | 162               | 72                | 90                | 44.4              | 4º nella AL Central | -       | -       | -                                     |
| Chicago White Sox        | 2008                     | 163               | 89                | 74                | 54.6              | 1º nella AL Central | 1       | 3       | Perse la ALDS contro i Tampa Bay Rays |
| Chicago White Sox        | 2009                     | 162               | 79                | 83                | 48.8              | 3º nella AL Central | -       | -       | -                                     |
| Chicago White Sox        | 2010                     | 162               | 88                | 74                | 54.3              | 2º nella AL Central | -       | -       | -                                     |
| Chicago White Sox        | 2011                     | 162               | 78                | 82                | 48.8              | Esonerato           | -       | -       | -                                     |
| Totale Chicago White Sox | Totale Chicago White Sox | 1295              | 678               | 617               | 52.4              |                     | 12      | 4       |                                       |
| Miami Marlins            | 2012                     | 162               | 69                | 93                | 42.6              | 5º nella NL Central | -       | -       | -                                     |
| Totale                   | Totale                   | 1457              | 747               | 710               | 51.3              |                     | 12      | 4       |                                       |

## Palmarès
- World Series: 1

Chicago White Sox: 2005